# Olympische Winterspiele 2018/Teilnehmer (Tschechien)
| Gelbes Symbol für Goldmedaillen mit stilisierten Olympischen Ringen | Graues Symbol für Silbermedaillen mit stilisierten Olympischen Ringen | Braundes Symbol für Bronzemedaillen mit stilisierten Olympischen Ringen |
| ------------------------------------------------------------------- | --------------------------------------------------------------------- | ----------------------------------------------------------------------- |
| 2                                                                   | 2                                                                     | 3                                                                       |

Tschechien nahm an den Olympischen Winterspielen 2018 in Pyeongchang mit 96 Athleten in 13 Disziplinen teil, davon 68 Männer und 28 Frauen. Fahnenträgerin bei der Eröffnungsfeier war Eva Samková.
Mit zwei Gold-, zwei Silber- und drei Bronzemedaillen platzierte sich Tschechien auf Rang 14 im Medaillenspiegel. Die beiden Olympiasiege errang Ester Ledecká, die sowohl den Super-G im Ski Alpin als auch den Parallel-Riesenslalom im Snowboard gewann.

## Teilnehmer nach Sportarten

### Biathlon
| Athleten                                                           | Wettbewerbe                   | Zeit        | Fehler          | Rang   |
| ------------------------------------------------------------------ | ----------------------------- | ----------- | --------------- | ------ |
| Frauen                                                             |                               |             |                 |        |
| Markéta Davidová                                                   | 7,5 km Sprint                 | 22:03,3 min | 1 (1+0)         | 15     |
| Markéta Davidová                                                   | 10 km Verfolgung              | 33:29,8 min | 6 (1+2+1+2)     | 25     |
| Markéta Davidová                                                   | 12,5 km Massenstart           | 37:23,8 min | 3 (0+1+1+1)     | 18     |
| Markéta Davidová                                                   | 15 km Einzel                  | 47:06,7 min | 5 (1+1+0+3)     | 57     |
| Jessica Jislová                                                    | 7,5 km Sprint                 | 22:29,1 min | 1 (1+0)         | 23     |
| Jessica Jislová                                                    | 10 km Verfolgung              | 33:24,3 min | 3 (0+1+1+1)     | 23     |
| Jessica Jislová                                                    | 15 km Einzel                  | 49:00,6 min | 5 (1+1+0+3)     | 72     |
| Eva Puskarčíková                                                   | 7,5 km Sprint                 | 23:19,8 min | 3 (2+1)         | 43     |
| Eva Puskarčíková                                                   | 10 km Verfolgung              | 33:53,8 min | 3 (2+1+0+0)     | 32     |
| Eva Puskarčíková                                                   | 15 km Einzel                  | 46:22,0 min | 3 (1+0+2+0)     | 44     |
| Veronika Vítková                                                   | 7,5 km Sprint                 | 21:32,0 min | 1 (0+1)         | Bronze |
| Veronika Vítková                                                   | 10 km Verfolgung              | 32:12,6 min | 3 (0+1+0+2)     | 7      |
| Veronika Vítková                                                   | 12,5 km Massenstart           | 36:57,8 min | 1 (0+0+0+1)     | 14     |
| Veronika Vítková                                                   | 15 km Einzel                  | 44:31,5 min | 3 (1+1+1+0)     | 18     |
| Eva Puskarčíková Jessica Jislová Markéta Davidová Veronika Vítková | 4 × 6 km Staffel              | 1:13:59,7 h | 4+11 (0+1 4+10) | 12     |
| Männer                                                             |                               |             |                 |        |
| Michal Krčmář                                                      | 10 km Sprint                  | 23:43,2 min | 0 (0+0)         | Silber |
| Michal Krčmář                                                      | 12,5 km Verfolgung            | 36:41,6 min | 7 (2+0+3+2)     | 30     |
| Michal Krčmář                                                      | 15 km Massenstart             | 38:09,9 min | 5 (1+1+1+2)     | 26     |
| Michal Krčmář                                                      | 20 km Einzel                  | 49:19,3 min | 1 (0+1+0+0)     | 7      |
| Ondřej Moravec                                                     | 10 km Sprint                  | 24:46,7 min | 1 (1+0)         | 29     |
| Ondřej Moravec                                                     | 12,5 km Verfolgung            | 38:45,9 min | 8 (1+2+2+3)     | 51     |
| Ondřej Moravec                                                     | 15 km Massenstart             | 36:23,6 min | 1 (0+0+0+1)     | 11     |
| Ondřej Moravec                                                     | 20 km Einzel                  | 49:56,9 min | 1 (0+0+0+1)     | 12     |
| Michal Šlesingr                                                    | 10 km Sprint                  | 26:06,0 min | 4 (0+4)         | 69     |
| Michal Šlesingr                                                    | 20 km Einzel                  | 52:35,5 min | 4 (0+3+0+1)     | 45     |
| Adam Václavík                                                      | 10 km Sprint                  | 26:15,4 min | 4 (2+2)         | 73     |
| Adam Václavík                                                      | 20 km Einzel                  | 54:31,7 min | 6 (0+4+1+1)     | 67     |
| Ondřej Moravec Michal Šlesingr Jaroslav Soukup Michal Krčmář       | 4 × 7,5 km Staffel            | 1:19:23,6 h | 2+13 (0+4 2+9)  | 7      |
| Mixed                                                              |                               |             |                 |        |
| Veronika Vítková Markéta Davidová Ondřej Moravec Michal Krčmář     | 2 × 6 km + 2 × 7,5 km Staffel | 1:10:13,6 h | 0+8 (0+5 0+3)   | 8      |

Lea Johanidesová und Veronika Zvařičová gehörten zum Aufgebot, kamen aber nicht zum Einsatz.

### Bob
| Athleten                                                 | Wettbewerb | Lauf 1  | Lauf 1 | Lauf 2  | Lauf 2 | Lauf 3  | Lauf 3 | Lauf 4        | Lauf 4        | Gesamt      | Gesamt |
| Athleten                                                 | Wettbewerb | Zeit    | Rang   | Zeit    | Rang   | Zeit    | Rang   | Zeit          | Rang          | Zeit        | Rang   |
| -------------------------------------------------------- | ---------- | ------- | ------ | ------- | ------ | ------- | ------ | ------------- | ------------- | ----------- | ------ |
| Männer                                                   |            |         |        |         |        |         |        |               |               |             |        |
| Dominik Dvořák Jakub Nosek                               | Zweierbob  | 49,70 s | 15     | 49,63 s | 14     | 49,67 s | 18     | 49,86 s       | 29            | 3:18,86 min | 17     |
| Jan Vrba Jakub Havlín                                    | Zweierbob  | 49,93 s | 23     | 50,07 s | 21     | 49,86 s | 21     | ausgeschieden | ausgeschieden | 2:29,86 min | 23     |
| Dominik Dvořák Jaroslav Kopřiva Jan Šindelář Jakub Nosek | Viererbob  | 49,07 s | 11     | 49,97 s | 26     | 50,05 s | 25     | ausgeschieden | ausgeschieden | 2:29,09 min | 21     |
| Jan Vrba Dominik Suchý Jan Stokláska David Egydy         | Viererbob  | 49,73 s | 23     | 49,81 s | 21     | 50,05 s | 25     | ausgeschieden | ausgeschieden | 2:29,59 min | 24     |

### Eishockey
Die Männer qualifizierten sich aufgrund ihrer Position in der IIHF-Weltrangliste, während die Frauennationalmannschaft in der abschließenden Qualifikationsrunde die Qualifikation verpasste.
Das vorläufige Aufgebot wurde am 15. Januar 2018 bekannt gegeben.
| Wettbewerb       | Männer |
| ---------------- | --- |
| Athleten         | Patrik Bartošák Michal Birner Roman Červenka Martin Erat Pavel Francouz Dominik Furch Milan Gulaš Roman Horák Michal Jordán Jan Kolář Petr Koukal Jan Kovář Dominik Kubalík Tomáš Kundrátek Tomáš Mertl Vojtěch Mozík Jakub Nakládal Ondřej Němec Adam Polášek Lukáš Radil Michal Řepík Jiří Sekáč Ondřej Vitásek Michal Vondrka Tomáš Zohorna |
| Vorrunde         | Südkorea 2:1 (2:1, 0:0, 0:0) Kanada 3:2 n. P. (1:2, 1:0, 0:0, 0:0, 1:0) Schweiz 4:1 (1:1, 0:0, 3:0) |
| Viertelfinale    | USA 3:2 n. P. (1:1, 1:1, 0:0, 0:0, 1:0) |
| Halbfinale       | Olympische Athleten aus Russland 0:3 (0:0, 0:2, 0:1) |
| Spiel um Platz 3 | Kanada 4:6 (1:3, 0:0, 3:3) |
| Platzierung      | 4. Platz |

### Eiskunstlauf
| Athleten                        | Wettbewerb | Kurzprogramm/-tanz | Kurzprogramm/-tanz | Kür/Kürtanz        | Kür/Kürtanz        | Total  | Total |
| Athleten                        | Wettbewerb | Punkte             | Rang               | Punkte             | Rang               | Punkte | Rang  |
| ------------------------------- | ---------- | ------------------ | ------------------ | ------------------ | ------------------ | ------ | ----- |
| Männer                          |            |                    |                    |                    |                    |        |       |
| Michal Březina                  | Einzel     | 85,15              | 9                  | 160,92             | 18                 | 246,07 | 16    |
| Mixed                           |            |                    |                    |                    |                    |        |       |
| Cortney Mansourová Michal Češka | Eistanz    | 53,53              | 23                 | Kür nicht erreicht | Kür nicht erreicht | 53,53  | 23    |
| Anna Dušková Martin Bidař       | Paarlauf   | 63,25              | 15                 | 123,08             | 14                 | 186,33 | 14    |

### Eisschnelllauf
| Frauen            |        |             |        |
| Karolína Erbanová | 500 m  | 37,34 s     | Bronze |
| Karolína Erbanová | 1000 m | 1:14,95 min | 7      |
| Nikola Zdráhalová | 1000 m | 1:16,43 min | 19     |
| Nikola Zdráhalová | 1500 m | 1:58,03 min | 11     |
| Nikola Zdráhalová | 3000 m | 4:11,36 min | 15     |
| Martina Sáblíková | 3000 m | 4:00,54 min | 4      |
| Martina Sáblíková | 5000 m | 6:51,85 min | Silber |

| Athleten          | Wettbewerbe | Halbfinale | Halbfinale | Finale | Finale | Rang |
| Athleten          | Wettbewerbe | Punkte     | Rang       | Punkte | Rang   | Rang |
| ----------------- | ----------- | ---------- | ---------- | ------ | ------ | ---- |
| Frauen            |             |            |            |        |        |      |
| Nikola Zdráhalová | Massenstart | 60         | 1          | 1      | 8      | 8    |

### Freestyle-Skiing
| Athleten       | Wettbewerbe | Qualifikation | Qualifikation | Achtelfinale | Viertelfinale | Halbfinale    | Finale        | Rang |
| Athleten       | Wettbewerbe | Zeit          | Rang          | Rang         | Rang          | Rang          | Rang          | Rang |
| -------------- | ----------- | ------------- | ------------- | ------------ | ------------- | ------------- | ------------- | ---- |
| Frauen         |             |               |               |              |               |               |               |      |
| Nikol Kučerová | Skicross    | 1:15,61 min   | 13            | 2            | 4             | ausgeschieden | ausgeschieden | 14   |

### Nordische Kombination
| Athleten                                               | Wettbewerb                        | Skispringen | Skispringen | Langlauf      | Langlauf      | Rang          |
| Athleten                                               | Wettbewerb                        | Punkte      | Rang        | Zeit          | Rang          | Rang          |
| ------------------------------------------------------ | --------------------------------- | ----------- | ----------- | ------------- | ------------- | ------------- |
| Männer                                                 |                                   |             |             |               |               |               |
| Lukáš Daněk                                            | Gundersen-Wettkampf Normalschanze | DSQ         | DSQ         | ausgeschieden | ausgeschieden | ausgeschieden |
| Lukáš Daněk                                            | Gundersen-Wettkampf Großschanze   | 78,7        | 44          | 26:36,1 min   | 46            | 46            |
| Miroslav Dvořák                                        | Gundersen-Wettkampf Normalschanze | 89,3        | 28          | 24:40,4 min   | 14            | 21            |
| Miroslav Dvořák                                        | Gundersen-Wettkampf Großschanze   | 99,9        | 29          | 24:23,3 min   | 29            | 26            |
| Ondřej Pažout                                          | Gundersen-Wettkampf Normalschanze | 95,8        | 22          | 25:46,8 min   | 37            | 34            |
| Ondřej Pažout                                          | Gundersen-Wettkampf Großschanze   | 105,2       | 26          | 25:32,4 min   | 41            | 37            |
| Tomáš Portyk                                           | Gundersen-Wettkampf Normalschanze | 89,3        | 29          | 24:46,4 min   | 17            | 24            |
| Tomáš Portyk                                           | Gundersen-Wettkampf Großschanze   | 111,5       | 18          | 24:04,9 min   | 19            | 19            |
| Lukáš Daněk Miroslav Dvořák Ondřej Pažout Tomáš Portyk | Teamwettkampf                     | 382,2       | 6           | 50:07,1 min   | 7             | 7             |

### Rennrodeln
| Athlet                                              | Wettbewerb   | Lauf 1       | Lauf 1 | Lauf 2   | Lauf 2 | Lauf 3   | Lauf 3 | Lauf 4        | Lauf 4        | Gesamt       | Gesamt |
| Athlet                                              | Wettbewerb   | Zeit         | Rang   | Zeit     | Rang   | Zeit     | Rang   | Zeit          | Rang          | Zeit         | Rang   |
| --------------------------------------------------- | ------------ | ------------ | ------ | -------- | ------ | -------- | ------ | ------------- | ------------- | ------------ | ------ |
| Frauen                                              |              |              |        |          |        |          |        |               |               |              |        |
| Tereza Nosková                                      | Einsitzer    | 47,813 s     | 26     | 48,132 s | 27     | 47,921 s | 27     | ausgeschieden | ausgeschieden | 2:23,866 min | 26     |
| Männer                                              |              |              |        |          |        |          |        |               |               |              |        |
| Ondřej Hyman                                        | Einsitzer    | 48,324 s     | 23     | 48,276 s | 20     | 48,313 s | 25     | ausgeschieden | ausgeschieden | 2:24,913     | 21     |
| Lukáš Brož Antonín Brož                             | Doppelsitzer | 46,570 s     | 12     | 46,582 s | 14     | –        | –      | –             | –             | 1:33,152 min | 13     |
| Matěj Kvíčala Jaromír Kudera                        | Doppelsitzer | 46,818 s     | 16     | 46,910 s | 18     | –        | –      | –             | –             | 1:33,728 min | 18     |
| Mixed                                               |              |              |        |          |        |          |        |               |               |              |        |
| Tereza Nosková Ondřej Hyman Lukáš Brož Antonín Brož | Teamstaffel  | 2:27,061 min | 12     | –        | –      | –        | –      | –             | –             | 2:27,061 min | 12     |

### Shorttrack
| Athlet             | Wettbewerb | Vorlauf      | Vorlauf | Halbfinale    | Halbfinale    | Finale        | Finale        | Rang |
| Athlet             | Wettbewerb | Zeit         | Rang    | Zeit          | Rang          | Zeit          | Rang          | Rang |
| ------------------ | ---------- | ------------ | ------- | ------------- | ------------- | ------------- | ------------- | ---- |
| Frauen             |            |              |         |               |               |               |               |      |
| Michaela Sejpalová | 1500 m     | 2:30,012 min | 4       | ausgeschieden | ausgeschieden | ausgeschieden | ausgeschieden | 24   |

### Ski Alpin
| Athleten            | Wettbewerbe  | 1. Lauf     | 2. Lauf       | Gesamt        | Gesamt        |
| Athleten            | Wettbewerbe  | Zeit        | Zeit          | Zeit          | Rang          |
| ------------------- | ------------ | ----------- | ------------- | ------------- | ------------- |
| Frauen              |              |             |               |               |               |
| Gabriela Capová     | Riesenslalom | 1:15,80 min | 1:11,62 min   | 2:27,42 min   | 29            |
| Gabriela Capová     | Slalom       | DNF         | ausgeschieden | ausgeschieden | ausgeschieden |
| Martina Dubovská    | Riesenslalom | DNF         | ausgeschieden | ausgeschieden | ausgeschieden |
| Martina Dubovská    | Slalom       | 52,90 s     | 51,87 s       | 1:44,77 min   | 29            |
| Ester Ledecká       | Super-G      | –           | –             | 1:21,11 min   | Gold          |
| Ester Ledecká       | Riesenslalom | 1:14,62 min | 1:10,07 min   | 2:24,69 min   | 23            |
| Kateřina Pauláthová | Abfahrt      | –           | –             | 1:44,69 min   | 26            |
| Kateřina Pauláthová | Super-G      | –           | –             | 1:24,48 min   | 33            |
| Kateřina Pauláthová | Riesenslalom | DNF         | ausgeschieden | ausgeschieden | ausgeschieden |
| Kateřina Pauláthová | Kombination  | 1:44,83 min | 44,26 s       | 2:29,09 min   | 17            |
| Männer              |              |             |               |               |               |
| Ondřej Berndt       | Abfahrt      | –           | –             | DNS           | DNS           |
| Ondřej Berndt       | Super-G      | –           | –             | 1:28,30 min   | 35            |
| Ondřej Berndt       | Riesenslalom | DNF         | ausgeschieden | ausgeschieden | ausgeschieden |
| Ondřej Berndt       | Slalom       | DNF         | ausgeschieden | ausgeschieden | ausgeschieden |
| Ondřej Berndt       | Kombination  | 1:21,81 min | 48,10 s       | 2:09,91 min   | 16            |
| Filip Forejtek      | Abfahrt      | –           | –             | 1:44,79 min   | 38            |
| Filip Forejtek      | Super-G      | –           | –             | 1:28,06 min   | 34            |
| Filip Forejtek      | Riesenslalom | 1:12,91 min | 1:13,16 min   | 2:26,07 min   | 31            |
| Filip Forejtek      | Slalom       | DNF         | ausgeschieden | ausgeschieden | ausgeschieden |
| Filip Forejtek      | Kombination  | 1:22,56 min | DNF           | ausgeschieden | ausgeschieden |
| Jan Hudec           | Abfahrt      | –           | –             | 1:46,42 min   | 45            |
| Jan Hudec           | Super-G      | –           | –             | DNF           | DNF           |
| Adam Kotzmann       | Riesenslalom | DNF         | ausgeschieden | ausgeschieden | ausgeschieden |
| Adam Kotzmann       | Slalom       | DNF         | ausgeschieden | ausgeschieden | ausgeschieden |
| Jan Zabystřan       | Abfahrt      | –           | –             | 1:46,60 min   | 46            |
| Jan Zabystřan       | Super-G      | –           | –             | 1:29,68 min   | 40            |
| Jan Zabystřan       | Riesenslalom | DNF         | ausgeschieden | ausgeschieden | ausgeschieden |
| Jan Zabystřan       | Slalom       | DNF         | ausgeschieden | ausgeschieden | ausgeschieden |
| Jan Zabystřan       | Kombination  | 1:23,65 min | DNF           | ausgeschieden | ausgeschieden |

| Athleten                                                      | Wettbewerbe             | Achtelfinale | Achtelfinale | Viertelfinale | Viertelfinale | Halbfinale    | Halbfinale    | Finale/Platz 3 | Finale/Platz 3 | Rang |
| Athleten                                                      | Wettbewerbe             | Gegner       | Punkte       | Gegner        | Punkte        | Gegner        | Punkte        | Gegner         | Punkte         | Rang |
| ------------------------------------------------------------- | ----------------------- | ------------ | ------------ | ------------- | ------------- | ------------- | ------------- | -------------- | -------------- | ---- |
| Mixed                                                         |                         |              |              |               |               |               |               |                |                |      |
| Gabriela Capová Martina Dubovská Ondřej Berndt Filip Forejtek | Riesenslalom Mannschaft | Italien      | 1:3          | ausgeschieden | ausgeschieden | ausgeschieden | ausgeschieden | ausgeschieden  | ausgeschieden  | 9    |

### Skilanglauf
| Athleten                                                               | Wettbewerbe       | Zeit        | Rang |
| ---------------------------------------------------------------------- | ----------------- | ----------- | ---- |
| Frauen                                                                 |                   |             |      |
| Kateřina Beroušková                                                    | 10 km Freistil    | 28:14,4 min | 45   |
| Kateřina Beroušková                                                    | 15 km Skiathlon   | 44:32,7 min | 38   |
| Kateřina Beroušková                                                    | 30 km klassisch   | 1:31:41,4 h | 23   |
| Barbora Havlíčková                                                     | 10 km Freistil    | 29:00,7 min | 59   |
| Barbora Havlíčková                                                     | 15 km Skiathlon   | 45:12,1 min | 43   |
| Petra Hynčicová                                                        | 10 km Freistil    | 29:09,9 min | 60   |
| Petra Hynčicová                                                        | 15 km Skiathlon   | 45:42,4 min | 47   |
| Petra Hynčicová                                                        | 30 km klassisch   | 1:39:14,7 h | 39   |
| Petra Nováková                                                         | 10 km Freistil    | 27:33,8 min | 28   |
| Petra Nováková                                                         | 15 km Skiathlon   | 43:55,6 min | 28   |
| Kateřina Beroušková Karolína Grohová Petra Nováková Barbora Havlíčková | 4 × 5 km Staffel  | 55:17,1 min | 11   |
| Männer                                                                 |                   |             |      |
| Martin Jakš                                                            | 15 km Freistil    | 35:05,2 min | 16   |
| Martin Jakš                                                            | 30 km Skiathlon   | 1:16:53,8 h | 9    |
| Martin Jakš                                                            | 50 km klassisch   | 2:12:32,6 h | 8    |
| Petr Knop                                                              | 15 km Freistil    | 35:35,5 min | 24   |
| Petr Knop                                                              | 30 km Skiathlon   | 1:20:12,1 h | 38   |
| Petr Knop                                                              | 50 km klassisch   | 2:29:20,9 h | 55   |
| Michal Novák                                                           | 15 km Freistil    | 36:42,4 min | 46   |
| Aleš Razým                                                             | 15 km Freistil    | 35:59,0 min | 30   |
| Aleš Razým                                                             | 30 km Skiathlon   | 1:23:33,8 h | 55   |
| Aleš Razým                                                             | 50 km klassisch   | 2:22:06,8 h | 41   |
| Miroslav Rypl                                                          | 50 km klassisch   | DNF         | DNF  |
| Aleš Razým Martin Jakš Petr Knop Michal Novák                          | 4 × 10 km Staffel | 1:37:23,0 h | 10   |

| Athleten                           | Wettbewerbe | Qualifikation | Qualifikation | Viertelfinale | Viertelfinale | Halbfinale    | Halbfinale    | Finale        | Finale        | Rang |
| Athleten                           | Wettbewerbe | Zeit          | Rang          | Zeit          | Rang          | Zeit          | Rang          | Zeit          | Rang          | Rang |
| ---------------------------------- | ----------- | ------------- | ------------- | ------------- | ------------- | ------------- | ------------- | ------------- | ------------- | ---- |
| Frauen                             |             |               |               |               |               |               |               |               |               |      |
| Kateřina Beroušková                | Sprint      | 3:20,09 min   | 23            | 3:27,43 min   | 6             | ausgeschieden | ausgeschieden | ausgeschieden | ausgeschieden | 26   |
| Karolína Grohová                   | Sprint      | 3:30,91 min   | 43            | ausgeschieden | ausgeschieden | ausgeschieden | ausgeschieden | ausgeschieden | ausgeschieden | 43   |
| Petra Hynčicová                    | Sprint      | 3:32,03 min   | 45            | ausgeschieden | ausgeschieden | ausgeschieden | ausgeschieden | ausgeschieden | ausgeschieden | 45   |
| Kateřina Beroušková Petra Nováková | Teamsprint  | -             | -             | -             | -             | 16:53,06 min  | 5             | ausgeschieden | ausgeschieden | 11   |
| Männer                             |             |               |               |               |               |               |               |               |               |      |
| Michal Novák                       | Sprint      | 3:28,33 min   | 61            | ausgeschieden | ausgeschieden | ausgeschieden | ausgeschieden | ausgeschieden | ausgeschieden | 60   |
| Aleš Razým                         | Sprint      | 3:21,05 min   | 44            | ausgeschieden | ausgeschieden | ausgeschieden | ausgeschieden | ausgeschieden | ausgeschieden | 43   |
| Miroslav Rypl                      | Sprint      | 3:27,46 min   | 59            | ausgeschieden | ausgeschieden | ausgeschieden | ausgeschieden | ausgeschieden | ausgeschieden | 58   |
| Martin Jakš Aleš Razým             | Teamsprint  | −             | −             | −             | −             | 16:08,78 min  | 5             | 16:24,83 min  | 7             | 7    |

### Skispringen
| Athleten                                                     | Wettbewerbe                     | Qualifikation | Qualifikation | Qualifikation | 1. Durchgang  | 1. Durchgang  | 1. Durchgang  | 2. Durchgang  | 2. Durchgang  | 2. Durchgang  | Gesamt        | Gesamt        |
| Athleten                                                     | Wettbewerbe                     | Weite         | Punkte        | Rang          | Weite         | Punkte        | Rang          | Weite         | Punkte        | Rang          | Punkte        | Rang          |
| ------------------------------------------------------------ | ------------------------------- | ------------- | ------------- | ------------- | ------------- | ------------- | ------------- | ------------- | ------------- | ------------- | ------------- | ------------- |
| Männer                                                       |                                 |               |               |               |               |               |               |               |               |               |               |               |
| Lukáš Hlava                                                  | Großschanze Einzelspringen      | 106,5 m       | 62,2          | 52            | ausgeschieden | ausgeschieden | ausgeschieden | ausgeschieden | ausgeschieden | ausgeschieden | ausgeschieden | ausgeschieden |
| Roman Koudelka                                               | Normalschanze Einzelspringen    | 97,5 m        | 114,5         | 24            | 98,0 m        | 103,5         | 25            | 103,0 m       | 105,7         | 25            | 209,2         | 25            |
| Roman Koudelka                                               | Großschanze Einzelspringen      | 116,5 m       | 80,9          | 41            | 125,5 m       | 115,9         | 25            | 122,0 m       | 107,1         | 25            | 223,0         | 25            |
| Čestmír Kožíšek                                              | Normalschanze Einzelspringen    | 81,0 m        | 80,6          | 54            | ausgeschieden | ausgeschieden | ausgeschieden | ausgeschieden | ausgeschieden | ausgeschieden | ausgeschieden | ausgeschieden |
| Čestmír Kožíšek                                              | Großschanze Einzelspringen      | 132,5 m       | 104,0         | 23            | 112,0 m       | 124,5         | 28            | 113,0 m       | 93,1          | 28            | 205,1         | 28            |
| Viktor Polášek                                               | Normalschanze Einzelspringen    | 88,0 m        | 90,1          | 47            | 92,0 m        | 81,9          | 44            | ausgeschieden | ausgeschieden | ausgeschieden | 81,9          | 44            |
| Viktor Polášek                                               | Großschanze Einzelspringen      | 110,5 m       | 77,1          | 45            | 116,5 m       | 94,4          | 44            | ausgeschieden | ausgeschieden | ausgeschieden | 94,4          | 44            |
| Vojtěch Štursa                                               | Normalschanze Einzelspringen    | 83,5 m        | 81,5          | 53            | ausgeschieden | ausgeschieden | ausgeschieden | ausgeschieden | ausgeschieden | ausgeschieden | ausgeschieden | ausgeschieden |
| Roman Koudelka Čestmír Kožíšek Viktor Polášek Vojtěch Štursa | Großschanze Mannschaftsspringen | −             | −             | −             | 458,5 m       | 370,1         | 10            | ausgeschieden | ausgeschieden | ausgeschieden | 370,1         | 10            |

### Snowboard
| Athleten         | Wettbewerbe | Qualifikation | Qualifikation | Finale        | Finale        | Rang |
| Athleten         | Wettbewerbe | Punkte        | Rang          | Punkte        | Rang          | Rang |
| ---------------- | ----------- | ------------- | ------------- | ------------- | ------------- | ---- |
| Frauen           |             |               |               |               |               |      |
| Šárka Pančochová | Big Air     | 65,50         | 19            | ausgeschieden | ausgeschieden | 19   |
| Šárka Pančochová | Slopestyle  | abgesagt      | abgesagt      | 43,46         | 16            | 16   |
| Männer           |             |               |               |               |               |      |
| Petr Horák       | Big Air     | DNS           | DNS           | DNS           | DNS           | DNS  |
| Petr Horák       | Slopestyle  | 41,93         | 15            | ausgeschieden | ausgeschieden | 15   |

| Athleten      | Wettbewerbe           | Qualifikation | Qualifikation | Achtelfinale    | Achtelfinale | Viertelfinale  | Viertelfinale | Halbfinale        | Halbfinale     | Finale/Platz 3 | Finale/Platz 3 | Rang |
| Athleten      | Wettbewerbe           | Gegner        | Zeit          | Gegner          | Zeit         | Gegner         | Zeit          | Gegner            | Zeit           | Gegner         | Zeit           | Rang |
| ------------- | --------------------- | ------------- | ------------- | --------------- | ------------ | -------------- | ------------- | ----------------- | -------------- | -------------- | -------------- | ---- |
| Frauen        |                       |               |               |                 |              |                |               |                   |                |                |                |      |
| Ester Ledecká | Parallel-Riesenslalom | 1:28,90 min   | 1             | Patrizia Kummer | −0,71 s      | Daniela Ulbing | −0,97 s       | Ramona Hofmeister | Hofmeister DNF | Selina Jörg    | −0,46 s        | Gold |

| Athleten          | Wettbewerbe    | Achtelfinale | Achtelfinale | Achtelfinale | Viertelfinale | Viertelfinale | Viertelfinale | Halbfinale    | Halbfinale    | Finale        | Finale        | Rang   |
| Athleten          | Wettbewerbe    | Rang         | Rang         | Rang         | Rang          | Rang          | Rang          | Rang          | Rang          | Rang          | Rang          | Rang   |
| ----------------- | -------------- | ------------ | ------------ | ------------ | ------------- | ------------- | ------------- | ------------- | ------------- | ------------- | ------------- | ------ |
| Frauen            |                |              |              |              |               |               |               |               |               |               |               |        |
| Eva Samková       | Snowboardcross | −            | −            | −            | 2             | 2             | 2             | 1             | 1             | 3             | 3             | Bronze |
| Vendula Hopjáková | Snowboardcross | −            | −            | −            | DNS           | DNS           | DNS           | DNS           | DNS           | DNS           | DNS           | DNS    |
| Männer            |                |              |              |              |               |               |               |               |               |               |               |        |
| Jan Kubičík       | Snowboardcross | 5            | 5            | 5            | ausgeschieden | ausgeschieden | ausgeschieden | ausgeschieden | ausgeschieden | ausgeschieden | ausgeschieden | 35     |